# L'Homme de Mykonos
Pour plus de détails, voir Fiche technique et Distribution.
L'Homme de Mykonos est un film franco-italo-belge coécrit, coproduit et réalisé par René Gainville, sorti en 1965.

## Fiche technique
- Réalisation : René Gainville
- Scénario : René Gainville et Georges Sonnier d'après le  roman Un soleil de plomb de Michel Lebrun[1]
- Musique : Jacques Lacome
- Photographie : Gérard Brisseau
- Montage : Renée Guérin et Hélène Rismondo
- Production : Robert de Nesle et Luc Hemelaer
- Société de production : Belga Films, Cine-Italia Film et Comptoir Français du Film Production
- Société de distribution : Comptoir Français du Film Film Production (France)
- Pays :  France,  Belgique et  Italie
- Genre : Drame et
- Durée : 90 minutes
- Dates de sortie : 
  -  France : 13 juillet 1966

## Distribution
- Anne Vernon : Dorothée Yamakov-Donati, la riche épouse d'un jeune peintre
- Gabriele Tinti : Silvio Donati, un jeune peintre qui l'a épousée pour son argent
- Véronique Vendell : Pascale, l'ancienne maîtresse de Silvio qui renoue avec lui
- Armando Francioli : Kyriados, l'amant de Pascale
- Marcel Josz : Rey, l'assureur
- Marie-Ange Aniès : la guide
- Henri Lambert : le commissaire de police